# 性別分化
性別分化 是從未分化的受精卵中發育出雌性和雄性差異的過程。雄性和雌性個體從受精卵發育為胚胎，嬰兒，兒童，青少年，而最後發育為成人。性和性別於不同的層級上發展出差異：基因、染色體、性腺、荷爾蒙、解剖構造，以及精神。
儘管如此，性別二分法在人群中也不是絕對的，而且存在例外的個體（例如，XY男性攜有著子宮;睾丸未發育）或具有XY性染色體（未發育生殖器官）的女性，或者 他們同時表現出兩種性別的生物特徵和/或行為特徵。

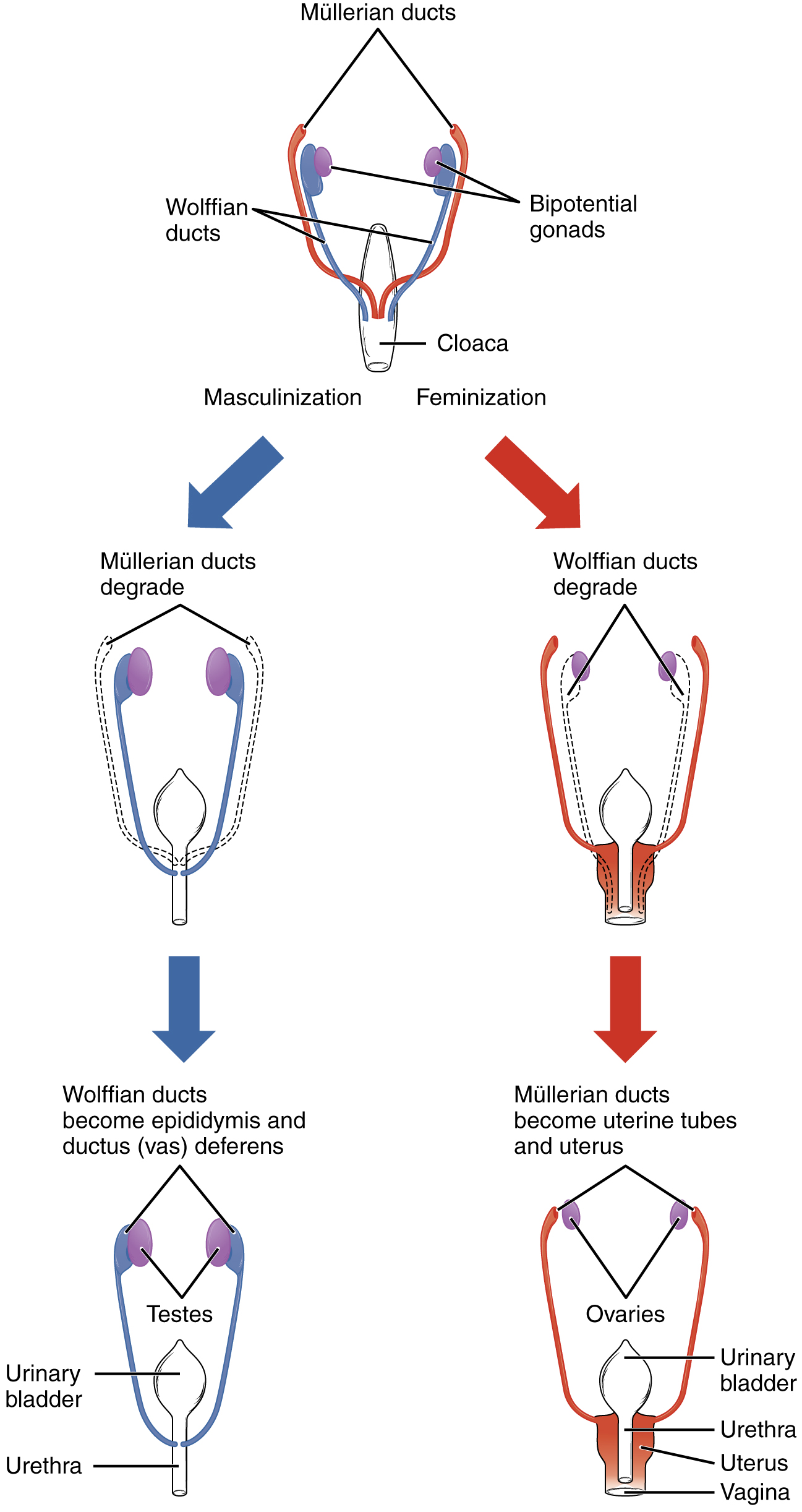
從未發育的胚胎中分化出男女性生殖器官的過程。

## 外部連結
- Human Sexual Differentiation （页面存档备份，存于） by P. C. Sizonenko
- The Ciba Collection of Medical Illustrations: Vol.2, Reproductive System （页面存档备份，存于） by Frank H. Netter, M.D. comparing female and male reproductive systems development and anatomy
- Development of the Female Sexual & Reproductive Organs Archive.today的存檔，存档日期2013-04-11 – illustrations comparing female and male genitalia during the early development